# Kafé 44
Kafé 44 – kawiarnia, sala koncertowa i księgarnia anarchistyczna w Sztokholmie. Mieści się w lokalu spółdzielni pracy Kapsylen założonej przez grupę artystyczną w 1976. Na początku lat 80. XX w. otwarta w piwnicy została kawiarnia Dagfiket, następnie w 1990 poszerzona o znajdującą się w sali koncertowej Scenę 44, a kilka lat później o anarchistyczną księgarnię Bokhandeln INFO.